# القانون الأمريكي للمساعدات الخارجية
القانون الأمريكي للمساعدات الخارجية هو قانون أمريكي صادر عن الكونغرس. أعاد القانون تنظيم هيكل برامج المساعدة الخارجية الأمريكية الحالية، وميزًا بين المساعدات العسكرية وغير العسكرية، وأنشأ وكالة جديدة، هي الوكالة الأمريكية للتنمية الدولية (USAID) لإدارة برامج المساعدة الاقتصادية غير العسكرية. وقع الرئيس جون كينيدي على القانون في 3 نوفمبر 1961، وأصدر الأمر التنفيذي رقم 10973، الذي يوضح بالتفصيل إعادة تنظيم القانون.
وعملت الوكالة الأمريكية للتنمية الدولية على توحيد جهود المساعدات الأمريكية الموجودة بالفعل، والجمع بين عمليات المساعدة الاقتصادية والفنية لإدارة التعاون الدولي، وأنشطة الإقراض لصندوق قروض التنمية، ووظائف العملة المحلية لبنك التصدير والاستيراد، وأنشطة توزيع الفائض الزراعي للأغذية. برنامج السلام التابع لوزارة الزراعة.
ينص القانون على عدم تقديم أي مساعدة إلى حكومة «تشارك في نمط ثابت من الانتهاكات الجسيمة لحقوق الإنسان المعترف بها دوليًا، بما في ذلك التعذيب أو المعاملة أو العقوبة القاسية أو اللاإنسانية أو المهينة، والاحتجاز المطول دون توجيه اتهامات، والتسبب في الاختفاء. من الأشخاص عن طريق الاختطاف والاحتجاز السري لهؤلاء الأشخاص، أو أي إنكار صارخ آخر للحق في الحياة والحرية والأمن الشخصي، ما لم تكن هذه المساعدة مفيدة بشكل مباشر للمحتاجين في هذا البلد».
كما ينص القانون على عدم تقديم أي مساعدة لأي دولة شيوعية. ومع ذلك، قد يتنازل الرئيس عن هذا الحظر إذا قرر أن مثل هذه المساعدة ضرورية للأمن القومي للولايات المتحدة، وأن الدولة لا تخضع لسيطرة المؤامرة الشيوعية الدولية، وأن المساعدة ستعزز استقلال البلاد عن الشيوعية الدولية. يجوز للرئيس أيضًا إزالة دولة من تطبيق هذا الحكم لفترة معينة يحددها الرئيس. من أجل استبعاد دولة من تطبيق هذا البند، يجب على الرئيس أن يقرر وأن يبلغ الكونجرس بأن هذا الإجراء مهم للأمن القومي للولايات المتحدة.
تم تعديل القانون في عام 2004 خاصة بمعاملة الأيتام وغيرهم من الأطفال الضعفاء. يسمح هذا التعديل للرئيس بتقديم المساعدة لشعوب الدول الأخرى لرعاية الأطفال في حالات الإصابة بفيروس نقص المناعة البشرية / الإيدز وإنشاء مدارس وبرامج أخرى للنهوض بعلاج الأطفال.

## تعديلات قانون 1961
جدول زمني زمني للتعديلات والمراجعات على قانون المساعدة الخارجية لعام 1961.
| تاريخ التشريع  | رقم القانون العام             | الاقتباس من النظام الأساسي للولايات المتحدة | مشروع قانون تشريعي أمريكي | الإدارة الرئاسية الأمريكية |
| -------------- | ----------------------------- | ------------------------------------------- | ------------------------- | -------------------------- |
| 1 أغسطس 1962   | Pub.L. 87-565                 | 76 ستات. 255                                | S. 2996                   | جون ف. كينيدي              |
| 16 ديسمبر 1963 | Pub.L. 88-205                 | 77 ستات. 379                                | H.R. 7885                 | ليندون جونسون              |
| 7 أكتوبر 1964  | Pub.L. 88 - 633               | 78 ستات. 1009                               | H.R. 11380                | ليندون جونسون              |
| 6 سبتمبر 1965  | Pub.L. 89 - 171               | 79 ستات. 653                                | H.R. 7750                 | ليندون جونسون              |
| 18 مارس 1966   | Pub.L. 89 - 371               | 80 ستات. 74                                 | H.R. 12169                | ليندون جونسون              |
| 19 سبتمبر 1966 | Pub.L. 89-583                 | 80 ستات. 795-3                              | H.R. 15750                | ليندون جونسون              |
| 14 نوفمبر 1967 | Pub.L. 90-137                 | 81 ستات. 445                                | S. 1872                   | ليندون جونسون              |
| 8 أكتوبر 1968  | Pub.L. 90-554                 | 82 ستات. 960                                | H.R. 15263                | ليندون جونسون              |
| 5 يناير 1971   | Pub.L. 91-652                 | 84 ستات. 1942                               | H.R. 19911                | ريتشارد إم نيكسون          |
| 30 ديسمبر 1974 | Pub.L. 93-559                 | 88 ستات. 1795                               | S. 3394                   | جيرالد ر فورد              |
| 30 يونيو 1976  | Pub.L. 94 - 329               | 90 ستات. 729                                | H.R. 13680                | جيرالد ر فورد              |
| 8 سبتمبر 2017  | Pub.L. 115-56 (نص) (بي دي إف) | 131 ستات. 1129                              | H.R. 601                  | دونالد ترمب                |

## روابط خارجية
- قانون المساعدة الخارجية لعام 1961 وتعديلاته
- معلومات من الوكالة الأمريكية للتنمية الدولية
- اعتمادات العمليات الخارجية: أحكام عامة
- الوثائق والمنشورات المتعلقة بإدارة الطيران الفيدرالية متاحة من خلال غرفة تبادل معلومات تجربة التنمية التابعة للوكالة الأمريكية للتنمية الدولية
- Peters,Gerhard؛ Woolley, John T. "John F. Kennedy: "Statement by the President Upon Signing the Foreign Assistance Act.," September 4, 1961". The American Presidency Project. University of California - Santa Barbara. مؤرشف من الأصل في 2016-03-04. اطلع عليه بتاريخ 2013-09-22.
- "Bill signing - S. 2996 Public Law 87-565, Foreign Assistance Act, 10:29AM". John F. Kennedy Presidential Library and Museum. مؤرشف من الأصل في 2016-03-03.